# Destiny (computerspel)
Destiny is een first-person shooter ontwikkeld door Bungie. Het spel wordt uitgegeven door Activision en kwam op 9 september 2014 uit voor PlayStation 3, PlayStation 4, Xbox 360 en Xbox One. Destiny gebruikt veel elementen uit massively multiplayer online games en is enkel online speelbaar.

## Ontwikkeling
In 2010 tekenden Activision en Bungie een contract voor tien jaar. In die tijd zou Bungie vier spellen ontwikkelen in een nog onbekende serie, die later als Destiny bekend zou worden.
Destiny kostte uitgever Activision in totaal ongeveer 500 miljoen dollar, verdeeld over zowel ontwikkelings- als marketingkosten. Dit maakt Destiny het duurste entertainmentproduct ooit, zo'n 200 miljoen duurder dan de duurste film, Pirates of the Caribbean: At World's End, en duurder dan Grand Theft Auto V, dat daarvoor het duurste spel was met kosten rond de 264 miljoen dollar.

## Ontvangst
| Recensiescore       | Recensiescore          |
| Recensieverzamelaar | Score                  |
| ------------------- | ---------------------- |
| Metacritic          | PS4: 75/100 X1: 79/100 |
| Publicist           | Score                  |
| Eurogamer Benelux   | PS4: 6/10              |
| Gamer.nl            | 8,5/10                 |
| GameSpot            | PS4/X1: 6/10           |
| Giant Bomb          | PS4: 3/5               |
| InsideGamer         | PS4: 8-/10             |
| Polygon             | PS4/X1: 6/10           |
| Power Unlimited     | PS4: 84/100            |
| Tweakers            | PS4: 4/5               |
| XGN                 | PS4: 8,5/10            |

Vooraleer het spel uitkwam meldde de bestuursvoorzitter van Activision, Eric Hirshberg, dat Destiny het meest vooruitbestelde intellectuele eigendom aller tijden is.
Binnen 24 uur na uitgave had Activision al meer dan een half miljard dollar aan spellen verkocht aan winkels. In de eerste week werd in totaal voor meer dan 325 miljoen dollar aan spellen doorverkocht aan consumenten.